# Gymnosporia austroyunnanensis
Gymnosporia austroyunnanensis är en benvedsväxtart som först beskrevs av S.J.Pei och Y.H.Li, och fick sitt nu gällande namn av M.P.Simmons. Gymnosporia austroyunnanensis ingår i släktet Gymnosporia och familjen Celastraceae. Inga underarter finns listade.